# Ameles fasciipennis
Ameles fasciipennis är en bönsyrseart som beskrevs av Johann Heinrich Kaltenbach 1963. Ameles fasciipennis ingår i släktet Ameles och familjen Mantidae. Inga underarter finns listade i Catalogue of Life.